# Pteropyrum olivieri
Pteropyrum olivieri är en slideväxtart som beskrevs av Jaub. & Sp.. Pteropyrum olivieri ingår i släktet Pteropyrum och familjen slideväxter. Inga underarter finns listade i Catalogue of Life.